# Katastrofa lotu Pulkovo 612
Katastrofa lotu Pulkovo Aviation Enterprise 612 – katastrofa lotnicza pod Donieckiem. W wyniku błędów popełnionych przez załogę samolotu Tupolew Tu-154 linii lotniczych Pulkovo Aviation Enterprise lot 612, życie utraciło 170 osób.

## Przebieg lotu
W godzinach popołudniowych 22 sierpnia 2006, piętnastoletni Tupolew Tu-154 (nr rejestracyjny: RA-85185), należący do rosyjskiego towarzystwa lotniczego Pulkovo Aviation Enterprise, wystartował z nadmorskiego kurortu Anapa, położonego nad Morzem Czarnym w Rosji, w długi lot do Sankt Petersburga. Trzysilnikowa maszyna wzbiła się w powietrze z portu lotniczego Witjazewo pięć minut po godzinie trzeciej i wkrótce osiągnęła poziom rejsowy 10 700 m.
Na pokładzie lotu nr 612 znajdowało się 160 pasażerów i dziesięcioosobowa załoga. Już po pół godzinie podróży, piloci natrafili na burzowy front na ich trasie. W związku z zaistniałą sytuacją, kapitan postanowił zmienić kurs, skręcając o 20 km i „przeskoczyć” chmury. Ale w tym przypadku, front burzowy okazał się wyjątkowo wysoki – osiągający pułap 15 km.

## Katastrofa i następstwa
Po wejściu w strefę silnych turbulencji, potężne zawirowania pchnęły maszynę z 11961 m do 12794 m - o 833 m w ciągu zaledwie 10 sekund. Kąt natarcia odrzutowca wzrósł wówczas do 46 stopni, a prędkość maszyny spadła do zera. Samolot uległ głębokiemu przeciągnięciu.
O godzinie 15:39 kontakt z załogą został przerwany; odrzutowiec ze 170 osobami na pokładzie rozbił się na otwartym, bagnistym polu, nieopodal miejscowości Suchaja Bałka - 45 km na północ od Doniecka, na terenie Ukrainy. Moment eksplozji zarejestrowała kamera telefonu komórkowego jednego ze świadków. Szczątki maszyny zostały rozrzucone na przestrzeni 400 metrów. Tylko częściowo spalone silniki i rzucony na pobliską roślinność fragment kadłuba wciąż były rozpoznawalne. Wkrótce niepokojące informacje przedostały się do mediów. Na miejsce tragedii przybyła ekipa 260 ratowników. Jednak już po chwili okazało się, że nikt nie miał szansy ocaleć. Potężne siły w momencie uderzenia i eksplozja spowodowały niezwykle trudną i żmudną akcję identyfikacji ciał ofiar.
23 sierpnia 2006 ogłoszono na Ukrainie dniem żałoby narodowej, w Rosji zaś 24 sierpnia 2006. Ponadto władze Ukrainy postanowiły przenieść obchody piętnastolecia odzyskania niepodległości z 24 na 26 sierpnia 2006. Katastrofa lotnicza w rejonie Doniecka jest jedną z najtragiczniejszych w historii Ukrainy i jedną z najgorszych w historii maszyn Tu-154.

## Przyczyny
Następnego ranka, ekipy poszukiwawcze odnalazły obie czarne skrzynki: Rejestrator Danych Lotu i Rejestrator Rozmów w Kokpicie (FDR i CVR). Te zostały wkrótce przetransportowane do Moskwy w celu przeprowadzenia analiz.
Od początku było wiadome, że za katastrofę choć w części odpowiadają warunki pogodowe. Mieszkańcy rejonu katastrofy relacjonowali później, że w czasie upadku maszyny, w okolicy szalały bardzo silne wiatry, zdolne nawet zniszczyć słupy wysokiego napięcia. Początkowo pojawiły się spekulacje o rzekomym pożarze, spowodowanym uderzeniem pioruna w poszycie samolotu.
Jednak analizy czarnych skrzynek dowiodły, że Tu-154 wzniósł się na wysokość zbyt dużą, jak dla tego typu konstrukcji, co spowodowało wejście maszyny w tzw. "płaski korkociąg", z którego załoga nie mogła jej już wyprowadzić.
Dotychczas opublikowano jedynie raport wstępny z katastrofy. Dokładniejsze analizy mające wyjaśnić wszystkie czynniki, jakie doprowadziły do katastrofy, nadal trwają.

## Narodowości ofiar katastrofy
| Kraj      | Pasażerowie | Załoga | Razem |
| --------- | ----------- | ------ | ----- |
| Rosja     | 155         | 10     | 165   |
| Niemcy    | 2           | -      | 2     |
| Holandia  | 1           | -      | 1     |
| Finlandia | 1           | -      | 1     |
| Francja   | 1           | -      | 1     |
| Razem     | 160         | 10     | 170   |